# Mahamid
Le clan des Mahamid (parfois M'hamid) est une composante de la grande tribu soudano-arabe des Rizeigat présente notamment dans le nord du Darfour où elle est dirigée par Moussa Hilal ainsi qu'au Tchad.
La guerre civile au Tchad au début des années 1980 a poussé des milliers de Mahamid à s'établir dans la zone de Diffa, dans l'est du Niger. Les tensions avec les populations locales poussèrent les autorités nigériennes à en expulser une partie en 2006.

## Personnalités
- Ahmat Hassaballah Soubiane, notable prestigieux des Mahamid[3], diplomate, homme politique et rebelle tchadien[3].
- Moussa Hilal, un des principaux dirigeants des milices djandjawids soudanaises